# Chinesische Badminton-Superliga 2011
Die Chinesische Badminton-Superliga 2011 als höchste Mannschaftsspielklasse im Badminton in China war in eine Hin- und eine Rückrunde unterteilt, aus welchen in der Addition der chinesische Mannschaftsmeister ermittelt wurde.

## Mannschaftsaufstellungen
| Team                 | Aufstellung |
| -------------------- | --- |
| Shanghai             | Chen Long, Lu Qicheng, Gu Chao, Guo Zhendong, Hong Wei, Yu Hao, Wu Junchao, Yu Junjie                              |
| Shanghai             | Wang Yihan, Zhu Lin, Chen Tingting, Hu Minyu, Liu Yingchun, Xie Jing, Liu Mengyi, Sheng Ying                       |
| Jiangsu              | Chen Jin, Li Yu, Tao Jiaming, Sun Junjie, Guo Cheng, Kang Jun, Hu Qianyuan, Qiu Yanbo                              |
| Jiangsu              | Wang Shixian, Hui Xirui, Bian Bilian, Shao Jiahui, Sun Xiaoli, Tang Jinhua, Xiong Mengjing, Dong Yourong           |
| Zhejiang             | Du Pengyu, Huang Yuxiang, Sang Yang, Xu Chen, Wang Sijie, Guo Ziyu, Yang Xiaolu                                    |
| Zhejiang             | Zhou Hui, Zhang Yawen, Du Peng, Huang Yaqiong, Lu Lu, Xiao Li                                                      |
| Wuhan                | Wen Kai, Chen Yuekun, Li Rui, Hendra Setiawan, Markis Kido, Ding Yang, Li Junyang, Rao Yuqiang                     |
| Wuhan                | Chen Xi, Fang Yixian, Li Wen, Zhao Yunlei, Yu Yang, Wang Xiaoli                                                    |
| Hunan                | Bao Chunlai, Zhang Sheng, Zheng Bo, Chai Biao, Zhang Wen, Chen Zhuofu, Dong Shuai, Sun Yuchen                      |
| Hunan                | Chen Xiaojia, Tian Qing, Xia Huan, Bao Yixin, Xie Siyu, Liu Jing, Zeng Xi, Chen Huilin                             |
| Qingdao              | Zhou Wenlong, Liu Jingru, Fu Haifeng, Shen Ye, Qiu Zihan, Li Tian                                                  |
| Qingdao              | Wang Xin, Liu Jie, Ma Jin, Wei Yaqi, Luo Ying, Luo Yu                                                              |
| Guangzhou            | Lee Chong Wei, Taufik Hidayat, Wang Zhengming, Zhang Nan, Tan Boon Heong, Koo Kien Keat, Chen Zhiben, Gan Zhaolong |
| Guangzhou            | Lu Lan, Deng Xuan, Zhong Qianxin, Mei Qili, Du Jing, Cheng Shu                                                     |
| Volksbefreiungsarmee | Lin Dan, Luo Cheng, Cai Yun, He Hanbin, Xiong Shuai, Li Gen, He Hanqing, Li Jie                                    |
| Volksbefreiungsarmee | Li Xuerui, Jiang Yanjiao, Liu Xin, Zheng Yu, Pan Pan, Feng Chen, Xiong Rui, Xiao Jia                               |

## Hinrunde
| Platz | Team                 | Punkte | Spiele | Sätze | Bälle |
| ----- | -------------------- | ------ | ------ | ----- | ----- |
| 1     | Qingdao              | 5      | +7     | +11   | +59   |
| 2     | Hunan                | 5      | +5     | +6    | +11   |
| 3     | Wuhan                | 5      | +3     | +8    | +94   |
| 4     | Zhejiang             | 4      | +5     | +12   | +66   |
| 5     | Volksbefreiungsarmee | 3      | -1     | -3    | -33   |
| 6     | Guangzhou            | 3      | -5     | -8    | -35   |
| 7     | Jiangsu              | 2      | -5     | -12   | -87   |
| 8     | Shanghai             | 1      | -9     | -14   | -75   |

### 1. Spieltag
- Datum: 12. Februar 2011

| Heim                 | Ergebnis | Gast      |
| -------------------- | -------- | --------- |
| Volksbefreiungsarmee | 4：1     | Guangzhou |
| Wuhan                | 3：2     | Hunan     |
| Qingdao              | 3：2     | Shanghai  |
| Zhejiang             | 4：1     | Jiangsu   |

### 2. Spieltag
- Datum: 17. Februar 2011

| Heim      | Ergebnis | Gast                 |
| --------- | -------- | -------------------- |
| Guangzhou | 3：2     | Shanghai             |
| Qingdao   | 3：2     | Wuhan                |
| Zhejiang  | 2：3     | Hunan                |
| Jiangsu   | 3：2     | Volksbefreiungsarmee |

### 3. Spieltag
- Datum: 19. Februar 2011

| Heim                 | Ergebnis | Gast      |
| -------------------- | -------- | --------- |
| Shanghai             | 3：2     | Jiangsu   |
| Volksbefreiungsarmee | 2：3     | Hunan     |
| Qingdao              | 2：3     | Guangzhou |
| Wuhan                | 3：2     | Zhejiang  |

### 4. Spieltag
- Datum: 26. Februar 2011

| Heim                 | Ergebnis | Gast      |
| -------------------- | -------- | --------- |
| Volksbefreiungsarmee | 2：3     | Wuhan     |
| Zhejiang             | 3：2     | Qingdao   |
| Shanghai             | 2：3     | Hunan     |
| Jiangsu              | 4：1     | Guangzhou |

### 5. Spieltag
- Datum: 3. März 2011

| Heim      | Ergebnis | Gast                 |
| --------- | -------- | -------------------- |
| Qingdao   | 4：1     | Jiangsu              |
| Shanghai  | 2：3     | Wuhan                |
| Zhejiang  | 2：3     | Volksbefreiungsarmee |
| Guangzhou | 1：4     | Hunan                |

### 6. Spieltag
- Datum: 5. März 2011

| Heim      | Ergebnis | Gast                 |
| --------- | -------- | -------------------- |
| Qingdao   | 4：1     | Volksbefreiungsarmee |
| Jiangsu   | 2：3     | Hunan                |
| Shanghai  | 1：4     | Zhejiang             |
| Guangzhou | 3：2     | Wuhan                |

### 7. Spieltag
- Datum: 17. März 2011

| Heim                 | Ergebnis | Gast     |
| -------------------- | -------- | -------- |
| Volksbefreiungsarmee | 4：1     | Shanghai |
| Hunan                | 2：3     | Qingdao  |
| Jiangsu              | 2：3     | Wuhan    |
| Guangzhou            | 2：3     | Zhejiang |

## Rückrunde
| Platz | Team                 | Punkte | Spiele | Sätze | Bälle |
| ----- | -------------------- | ------ | ------ | ----- | ----- |
| 1     | Volksbefreiungsarmee | 6      | +5     | +7    | +24   |
| 2     | Hunan                | 5      | +15    | +24   | +182  |
| 3     | Zhejiang             | 4      | +5     | +12   | +75   |
| 4     | Qingdao              | 4      | +1     | +10   | +69   |
| 5     | Guangzhou            | 4      | +1     | +1    | +15   |
| 6     | Wuhan                | 4      | +1     | ±0    | -1    |
| 7     | Jiangsu              | 1      | -11    | -18   | -135  |
| 8     | Shanghai             | 0      | -17    | -36   | -229  |

### 1. Spieltag
- Datum: 19. März 2011

| Heim      | Ergebnis | Gast                 |
| --------- | -------- | -------------------- |
| Shanghai  | 1：4     | Qingdao              |
| Hunan     | 4：1     | Wuhan                |
| Jiangsu   | 2：3     | Zhejiang             |
| Guangzhou | 5：0     | Volksbefreiungsarmee |

### 2. Spieltag
- Datum: 26. März 2011

| Heim                 | Ergebnis | Gast      |
| -------------------- | -------- | --------- |
| Wuhan                | 3：2     | Qingdao   |
| Volksbefreiungsarmee | 4：1     | Jiangsu   |
| Hunan                | 3：2     | Zhejiang  |
| Shanghai             | 2：3     | Guangzhou |

### 3. Spieltag
- Datum: 2. April 2011

| Heim      | Ergebnis | Gast                 |
| --------- | -------- | -------------------- |
| Zhejiang  | 4：1     | Wuhan                |
| Jiangsu   | 4：1     | Shanghai             |
| Hunan     | 2：3     | Volksbefreiungsarmee |
| Guangzhou | 4：1     | Qingdao              |

### 4. Spieltag
- Datum: 9. April 2011

| Heim      | Ergebnis | Gast                 |
| --------- | -------- | -------------------- |
| Qingdao   | 3：2     | Zhejiang             |
| Guangzhou | 3：2     | Jiangsu              |
| Wuhan     | 1：4     | Volksbefreiungsarmee |
| Hunan     | 4：1     | Shanghai             |

### 5. Spieltag
- Datum: 16. April 2011

| Heim                 | Ergebnis | Gast      |
| -------------------- | -------- | --------- |
| Hunan                | 5：0     | Guangzhou |
| Volksbefreiungsarmee | 3：2     | Zhejiang  |
| Jiangsu              | 2：3     | Qingdao   |
| Wuhan                | 4：1     | Shanghai  |

### 6. Spieltag
- Datum: 28. April 2011

| Heim                 | Ergebnis | Gast      |
| -------------------- | -------- | --------- |
| Volksbefreiungsarmee | 3：2     | Qingdao   |
| Wuhan                | 4：1     | Guangzhou |
| Zhejiang             | 4：1     | Shanghai  |
| Hunan                | 5：0     | Jiangsu   |

### 7. Spieltag
- Datum: 30. April 2011

| Heim     | Ergebnis | Gast                 |
| -------- | -------- | -------------------- |
| Qingdao  | 3：2     | Hunan                |
| Wuhan    | 4：1     | J iangsu             |
| Shanghai | 2：3     | Volksbefreiungsarmee |
| Zhejiang | 3：2     | Guangzhou            |

## Endstand
| Platz | Team                 | Punkte | Spiele | Sätze | Bälle |
| ----- | -------------------- | ------ | ------ | ----- | ----- |
| 1     | Qingdao              | 9      | +8     | +21   | +128  |
| 2     | Hunan                | 10     | +20    | +30   | +193  |
| 3     | Volksbefreiungsarmee | 9      | +4     | +4    | -9    |
| 4     | Wuhan                | 9      | +4     | +8    | +93   |
| 5     | Zhejiang             | 8      | +10    | +24   | +141  |
| 6     | Guangzhou            | 7      | -4     | -7    | -20   |
| 7     | Jiangsu              | 3      | -16    | -30   | -222  |
| 8     | Shanghai             | 1      | -26    | -50   | -304  |